# Référendum liechtensteinois de 1984
 (août 2025).
Un référendum a lieu au Liechtenstein le 1er juillet 1984.

## Contenu
Le référendum porte sur l'extension du droit de vote aux femmes.

### Contexte
En 1968, les Liechtensteinois se prononcent sur le suffrage féminin lors d'une consultation populaire non contraignante. Les votes des hommes et des femmes sont décomptés séparément, et les premiers se prononcent à 60,19% contre tandis que les secondes ne sont que 50,48% à se prononcer pour.
Deux ans plus tard la coalition du Parti progressiste des citoyens et de l'Union Patriotique soumet au parlement un projet d'amendement de l'article 29 de la constitution introduisant le suffrage féminin et le propose à la votation populaire via un référendum facultatif. La population masculine, seule pouvant légalement voter, rejette l'amendement à 51 % des voix.
Une seconde tentative selon la même procédure et dans les mêmes termes a lieu en 1973, mais est rejetée par près de 56 % des voix.
Il s'agit cette fois ci également d'un référendum facultatif d'origine parlementaire : le Landtag décide de soumettre à la votation populaire le projet d'amendement constitutionnel voté à l'unanimité le 11 avril 1984 dans le cadre de l'article 66 de la constitution et de l'article 111 sur les amendements constitutionnels.
Le Landtag inclut dans le projet d'amendement une série de lois destinées à vaincre la réticence des électeurs.
Le droit de vote ne concerne ainsi que les élections et votations nationales, les communes conservent la possibilité de donner ou non le droit de vote aux femmes, plusieurs communes l'ayant par ailleurs déjà fait. Les femmes d'origine étrangère doivent justifier de 12 années de résidence et d'un minimum de trois années de mariage. Le Code civil est également modifié de manière que les étrangères se mariant avec des Liechtensteinois n'acquièrent pas de manière automatique la nationalité.

## Résultat
| Choix                           | Votes | %     |
| ------------------------------- | ----- | ----- |
| Pour                            | 2 370 | 51,29 |
| Contre                          | 2 251 | 48.71 |
| Votes blancs et invalides       | 79    | –     |
| Total                           | 4 700 | 100   |
| Inscrits/Participation          | 5 453 | 86.19 |
| Source: Démocratie Directe (de) |       |       |